# Røde Microphones
A RØDE Microphones (székhely Silverwater, Új-Dél-Wales, Ausztrália) céget 1967-ben Henry és Astrid Freedman alapította. A cég mikrofonok és tartozékok tervezésével és gyártásával foglalkozik. Mikrofonjaikat használják professzionális és házi stúdiókban, színpadon, filmes és videós célokra egyaránt.
1994-ben kezdte el a cég export tevékenységét az Amerikai Egyesült Államok irányába, majd 1998-ra már 31 országba szállítottak, mely bevételük több, mint 95%-át biztosította. 
A cég csatlakozott a CSIRO's National Measurement Laboratory kutatásaihoz. 1999-ben a Premier's Exporter of the Year Awards díjon a cég elnyerte az Exporter of the Year (Az év exportőrje) címet valamint a Small to Medium Innovative Manufacturer (Kis és közép méretű innovatív gyártó) címet. 2006-ban, a RØDE megvásárolta az amerikai stúdió monitor hangfal gyártó Event Electronics-et.

## Díjak
- 2006 januárjában, a RØDE nyerte az Electronic Musician magazin Editor's Choice (Szerkesztő kedvence) díját az NT2-A stúdió mikrofonnal. kondenzátor mikrofon.[4]

- 2006 áprilisában, a RØDE NT2-A mikrofonja elnyerte a World's Best Studio Microphone (A világ legjobb stúdiómikrofonja) díjat a patinás  Musikmesse International Press Award-on (MIPA) Frankfurtban.[5]

- 2006 júniusában, a RØDE Podcaster mikrofon győzedelmeskedett az Australian Design Awardon.[6]

## Lásd még
- Mikrofon

## Külső hivatkozások
- Hivatalos angol nyelvű oldal Archiválva 2008. július 4-i dátummal a Wayback Machine-ben
- Hivatalos magyar nyelvű oldal
- A cég története